# Каннагікірамам-2
Грама Ніладхарі Каннагікірамам-2 (№ AV/21) — Грама Ніладхарі підрозділу ОС Алаядівембу, округ Ампара, Східна провінція, Шрі-Ланка.

## Демографія
| Населення (2007) | Населення (2007) | Населення (2007) | Населення (2007) | Населення (2007) |
| Населення        | Чоловіки         | Жінки            | Діти             | Дорослі          |
| ---------------- | ---------------- | ---------------- | ---------------- | ---------------- |
| 745              | 353              | 392              | 353              | 392              |